# Capiscol (Burgos)
Capiscol es un barrio del municipio español de Burgos, perteneciente a la provincia homónima, en la comunidad autónoma de Castilla y León.

## Historia
Hacia mediados del siglo XIX, el lugar, por entonces perteneciente al municipio de Gamonal, tenía contabilizadas seis casas. Aparece descrito en el quinto volumen del Diccionario geográfico-estadístico-histórico de España y sus posesiones de Ultramar de Pascual Madoz con las siguientes palabras:

CAPISCOL: granja en la prov. y part. jud. de Burgos (1/2 leg.), térm. jurisd. de Gamonal. Está sit. á la der. del r. Arlanzon, cuyas aguas suministran ricas truchas á los hab. de aquellas cercanias: se compone de 6 casas habitadas por igual número de vec., una de las cuales es un molino harinero por igual número de vec., una de las cuales es un molino harinero movido por el r. Pico que pasa por medio de la granja: en su huerta se dan tambien esquisitas fresas en los meses de junio, julio y agosto, en cuya época con especialidad concurren á ella muchos burgaleses á disfrutar de estas gustosas producciones.
(Madoz, 1846, p. 505)

## Patrimonio
Entre los edificios de la zona que sobresalen está el antiguo silo del Servicio Nacional del Trigo, que entró en servicio en 1961 y permitía el almacenamiento de cereales. Las instalaciones estuvieron en servicio hasta 2003. En el barrio también hay una iglesia de El Salvador. 